# Vágur
Vágur est une commune et une ville des îles Féroé située sur l'île de Suðuroy, elle en est la plus peuplée avec 1 402 habitants. Le nom de la ville vient du féroïen et signifie baie car la ville est logée au fond d'un fjord, celui de Vágsfjørður (en).
Elle a été fondée au XIVe siècle et s'est développée en station baleinière grâce à la chasse à la baleine. Depuis, Vágur est l'un des 23 sites légaux où la tradition du Grindadráp est encore autorisé de nos jours.

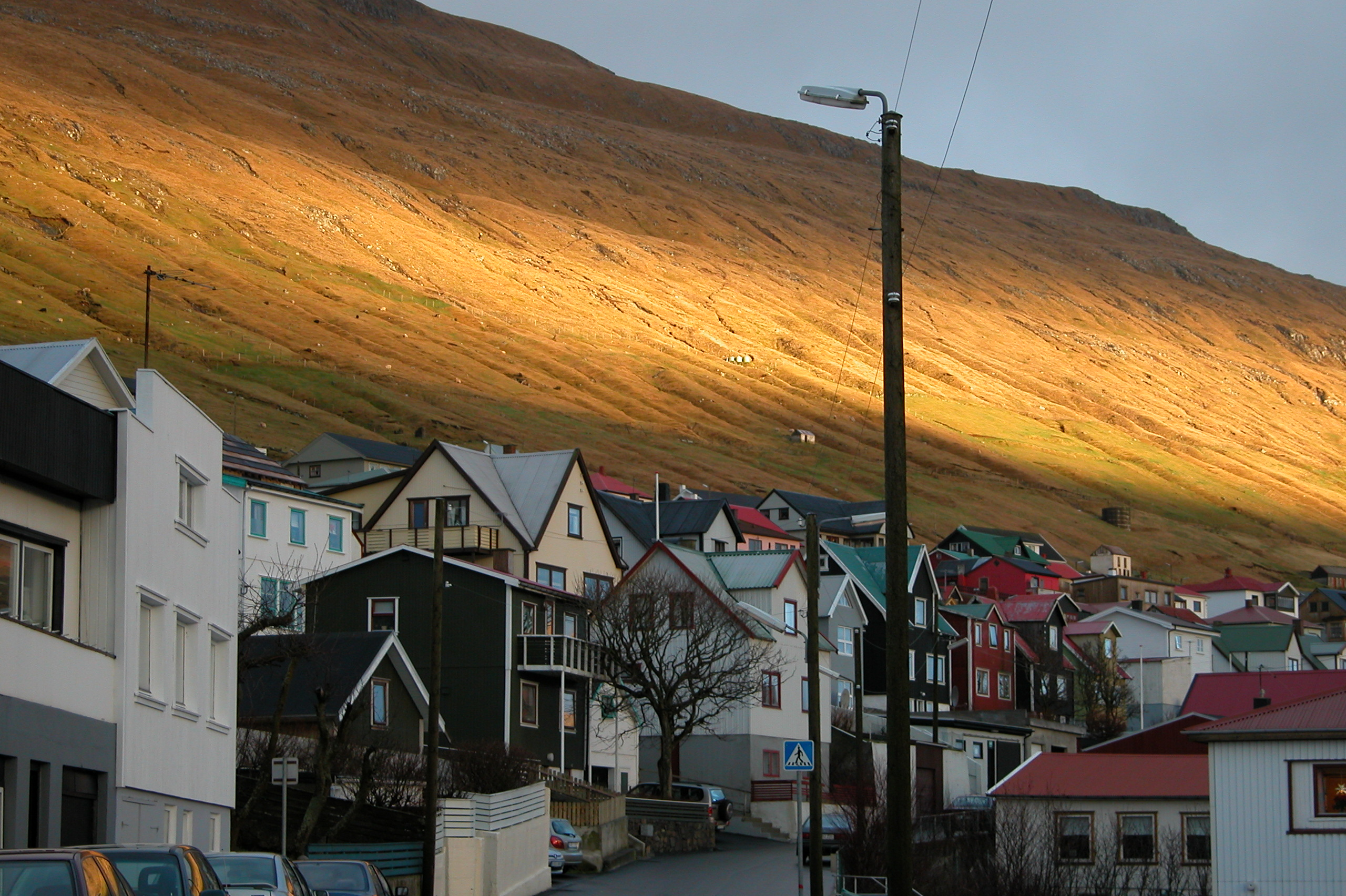
Dépeçage de cétacés
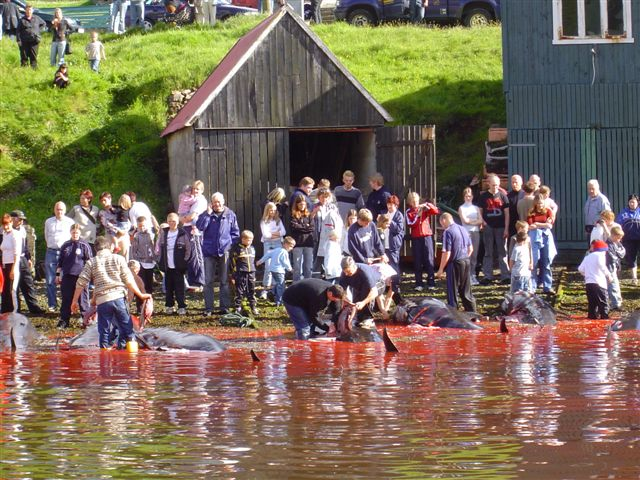
Dépeçage de cétacés lors du Grindadráp

## Personnalités liées à la ville
- Pál Joensen (1990-), nageur né à Vágur.
- Ruth Smith (1913-1958), peintre née et décédée à Vágur.
- Sirið Stenberg (1968-), femme politique née à Vágur.